# Toxorhina (Ceratocheilus) flavirostris
Toxorhina (Ceratocheilus) flavirostris is een tweevleugelige uit de familie steltmuggen (Limoniidae). De soort komt voor in het Afrotropisch gebied.